# Central de generación eléctrica

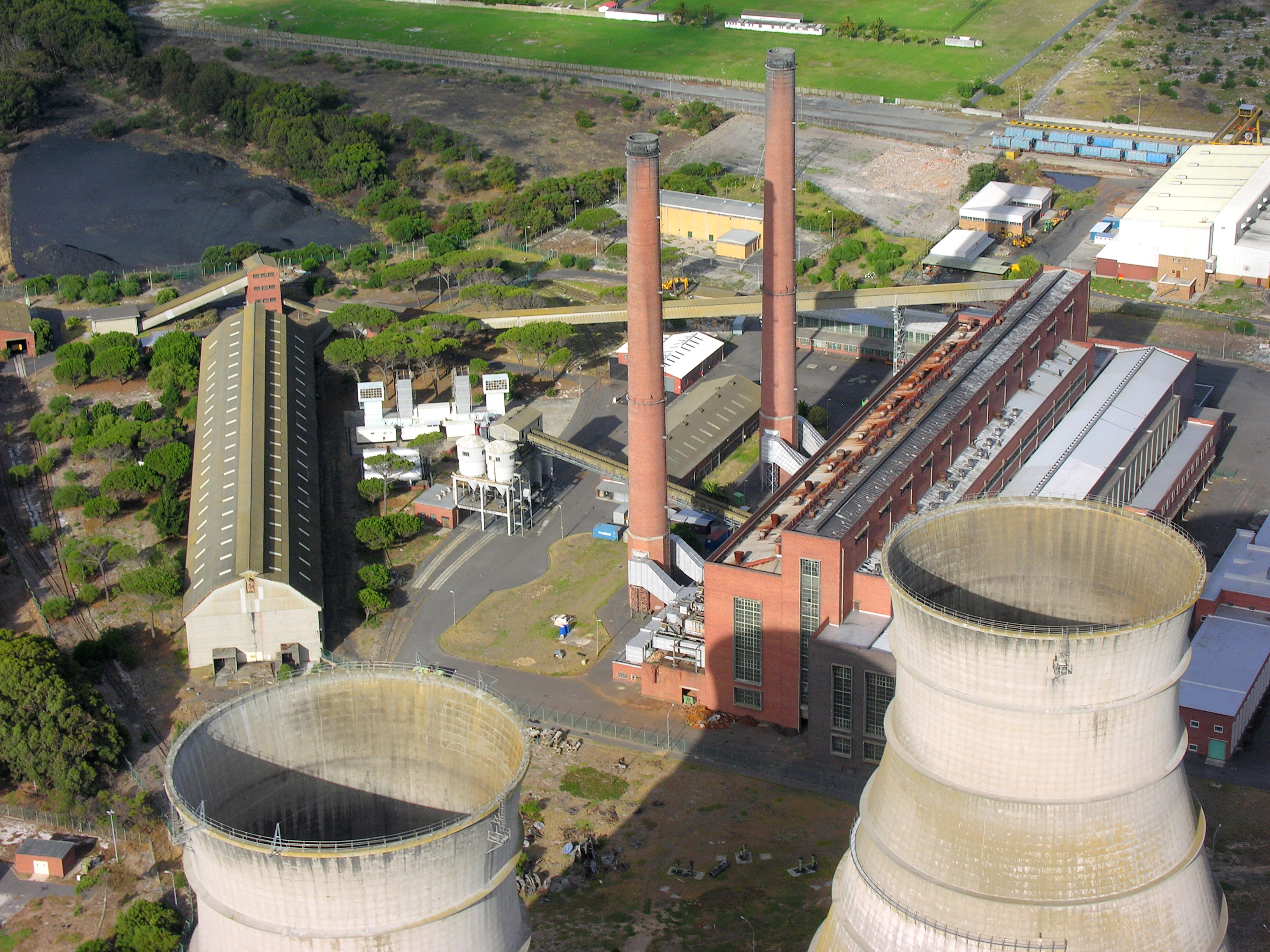
La central eléctrica de Athlone en Ciudad del Cabo, Sudáfrica.

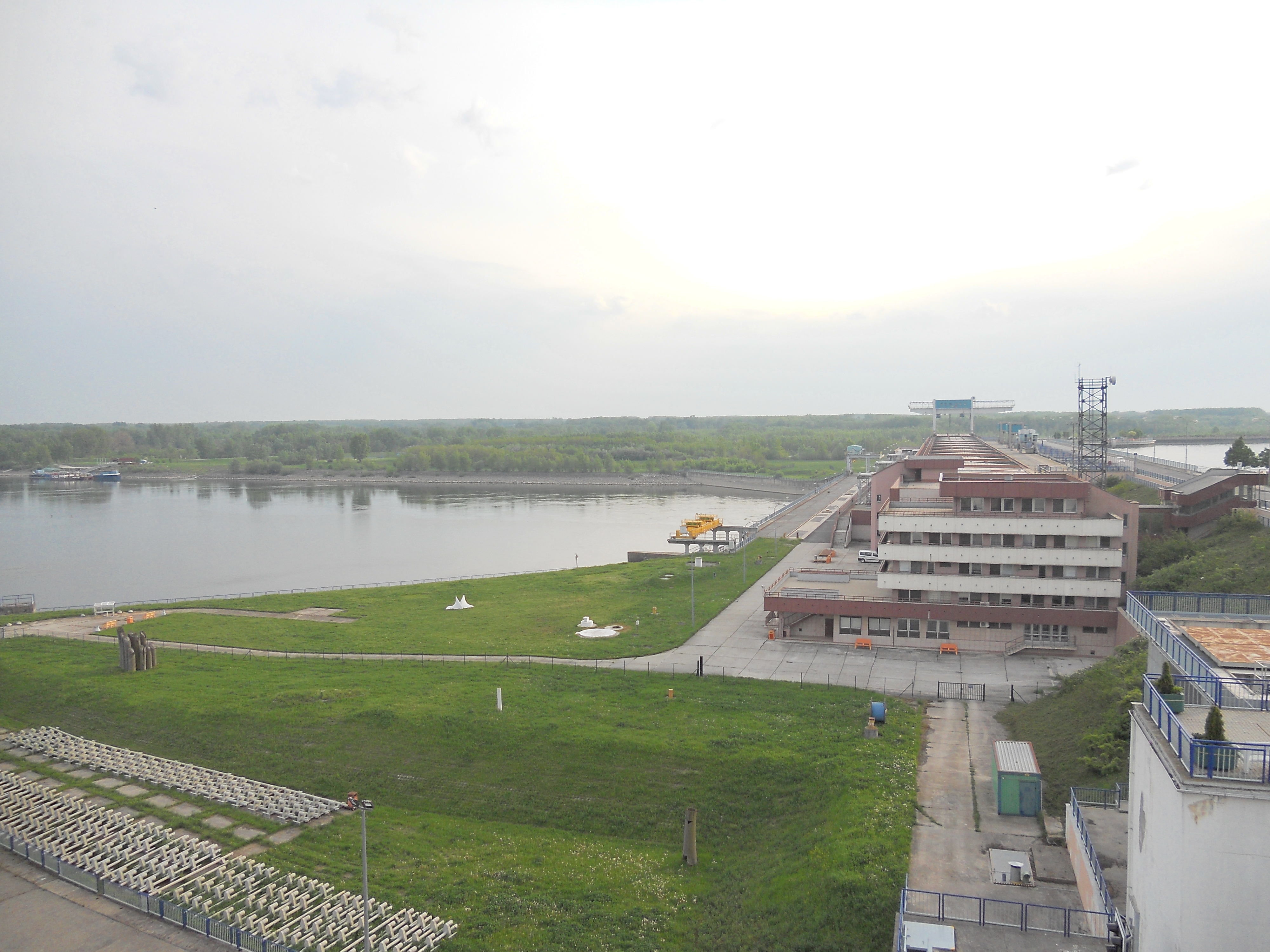
Central hidroeléctrica en la presa de Gabčíkovo, Eslovaquia.

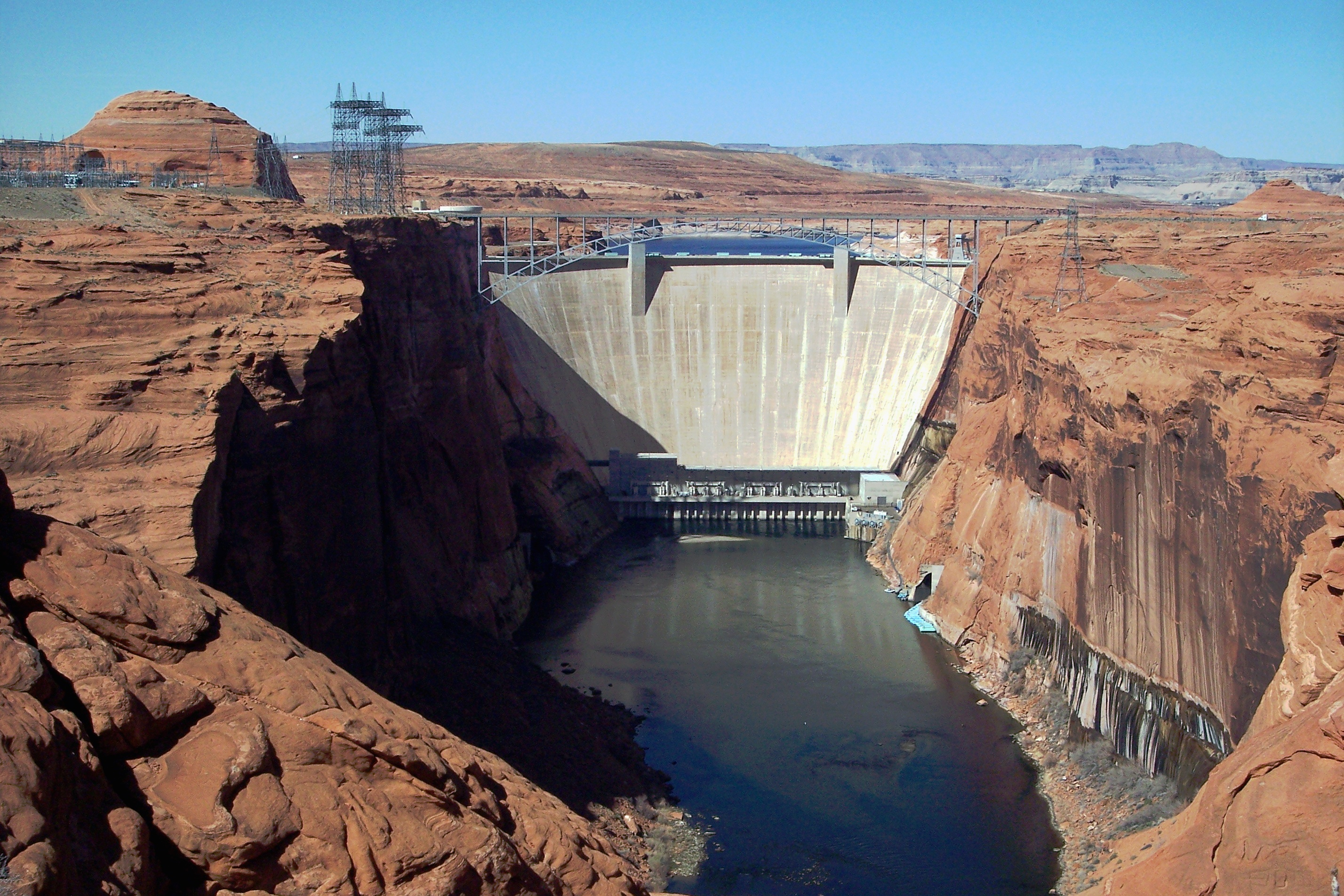
Central hidroeléctrica en la presa de Glen Canyon, Page, Arizona.

Una central eléctrica, también referida como una planta de energía eléctrica o potencia eléctrica y algunas veces como estación de generación eléctrica o planta de generación eléctrica, es una instalación industrial para la generación de energía eléctrica.  
La mayoría de las centrales eléctricas contienen uno o más generadores eléctricos, es decir, máquinas giratorias que transforman potencia mecánica en potencia eléctrica. Estas máquinas tienen un movimiento relativo entre un campo magnético y un conductor, crea una corriente eléctrica. La fuente de energía aprovechada para hacer girar el generador varía ampliamente. La mayoría de las centrales eléctricas queman combustibles fósiles como el carbón, el petróleo y gas natural para generar electricidad. Aunque también hay otras que se basan en el uso de la energía nuclear, y cada vez más habitual, o con fuentes renovables más limpias como la solar, la eólica, la undimotriz y la hidroeléctrica.

## Historia
A principios de la década de 1870, el inventor belga Zénobe Gramme ideó un generador lo suficientemente poderoso como para producir energía a escala comercial para la industria.
En 1878, el ingeniero inglés Lord William Armstrong diseñó y construyó la primera central hidroeléctrica en la casa llamada Cragside, en el condado de Northumberland. Usó el agua de los lagos del condado para alimentar una turbina. La electricidad que suministraba se repartía para dar iluminación, calefacción, agua caliente, un elevador, así como otros usos que ahorraban mano de obra y ayudaba a mejorar el uso agrícola de la finca.
En el otoño de 1882, se construyó una estación central que proporciona poder público en Godalming, Inglaterra. Se propuso después de que la ciudad no llegara a un acuerdo sobre la tarifa cobrada por la compañía de gas, por lo que el ayuntamiento decidió usar electricidad. Usaba energía hidroeléctrica para alumbrado público e iluminación doméstica. El sistema no fue un éxito comercial y la ciudad volvió a usar gas.
En 1882, se construyó en Londres la primera estación de energía pública de carbón, la Estación de Luz Eléctrica Edison, un proyecto de Thomas Edison organizado por Edward Johnson. Una caldera Babcock & Wilcox impulsaba un motor de vapor de 125 caballos de fuerza que movía un generador de 27 toneladas. Esto suministró electricidad a los locales a los que se podía llegar a través de las alcantarillas del viaducto sin desenterrar la carretera, que era el monopolio de las compañías de gas. Los clientes incluyeron el templo de la ciudad y el Antiguo Bailey. Otro cliente importante fue la Oficina de Telégrafos de la Oficina General de Correos, pero esta no se pudo alcanzar a través de las alcantarillas. Johnson dispuso que el cable de alimentación pasara por encima, a través de Holborn Tavern y Newgate.
En septiembre de 1882 en Nueva York, la estación de Pearl Street fue establecida por Edison para proporcionar iluminación eléctrica en la zona baja de la isla de Manhattan. La estación funcionó hasta que fue destruida por un incendio en 1890. La estación utilizó motores de vapor recíprocos para hacer girar los generadores de corriente continua. Debido a la distribución de CC, el área de servicio era pequeña, limitada por la caída de voltaje en los alimentadores. En 1886, George Westinghouse comenzó a construir un sistema de corriente alterna que usaba un transformador para aumentar el voltaje para la transmisión a larga distancia y luego lo reducía para la iluminación interior, un sistema más eficiente y menos costoso que es similar al sistema moderno. La Guerra de Corrientes finalmente se resolvió a favor de la distribución y utilización de CA, aunque algunos sistemas de CC persistieron hasta finales del siglo XX. Los sistemas de CC con un radio de servicio de una milla (kilómetro) o algo así eran necesariamente más pequeños, menos eficientes en el consumo de combustible y más intensivos en mano de obra para operar que las estaciones de generación de CA centrales mucho más grandes. 
Los sistemas de CA utilizaron una amplia gama de frecuencias dependiendo del tipo de carga; carga de iluminación utilizando frecuencias más altas, y sistemas de tracción y sistemas de carga de motores pesados que prefieren frecuencias más bajas. La economía de la generación de la estación central mejoró enormemente cuando se desarrollaron sistemas de luz y energía unificados, que operaban a una frecuencia común. La misma planta generadora que alimentaba grandes cargas industriales durante el día, podría alimentar los sistemas ferroviarios de cercanías durante las horas pico y luego servir la carga de iluminación en la noche, mejorando así el factor de carga del sistema y reduciendo el costo de la energía eléctrica en general. Existían muchas excepciones, las estaciones generadoras se dedicaban a la alimentación o la luz mediante la elección de la frecuencia, y los cambiadores de frecuencia giratorios y los convertidores giratorios eran particularmente comunes para alimentar sistemas ferroviarios eléctricos desde la red general de iluminación y energía. 
A lo largo de las primeras décadas del siglo XX, las estaciones centrales se hicieron más grandes, al usar mayores presiones de vapor para brindar mayor eficiencia, y confiar en las interconexiones de múltiples estaciones generadoras para mejorar la confiabilidad y el costo. La transmisión de CA de alto voltaje permitió que la energía hidroeléctrica se moviera cómodamente de cascadas distantes a la ciudad. El advenimiento de la turbina de vapor en el servicio de la estación central, alrededor de 1906, permitió una gran expansión de la capacidad de generación. Los generadores ya no estaban limitados por la transmisión de potencia de las correas o la velocidad relativamente lenta de los motores reciprocantes, y podían crecer hasta enormes tamaños. Por ejemplo, Sebastian Ziani de Ferranti planeó lo que habría sido la máquina de vapor alternativo más grande jamás construida para una nueva estación central propuesta, pero desechó los planes cuando las turbinas estuvieron disponibles en el tamaño necesario. La construcción de sistemas de energía fuera de las estaciones centrales requería combinaciones de habilidades de ingeniería y perspicacia financiera en igual medida.  Los pioneros de la generación de estaciones centrales incluyen a George Westinghouse y Samuel Insull en los Estados Unidos, Ferranti y Charles Hesterman Merz en el Reino Unido, y muchos otros.

## Centrales térmicas

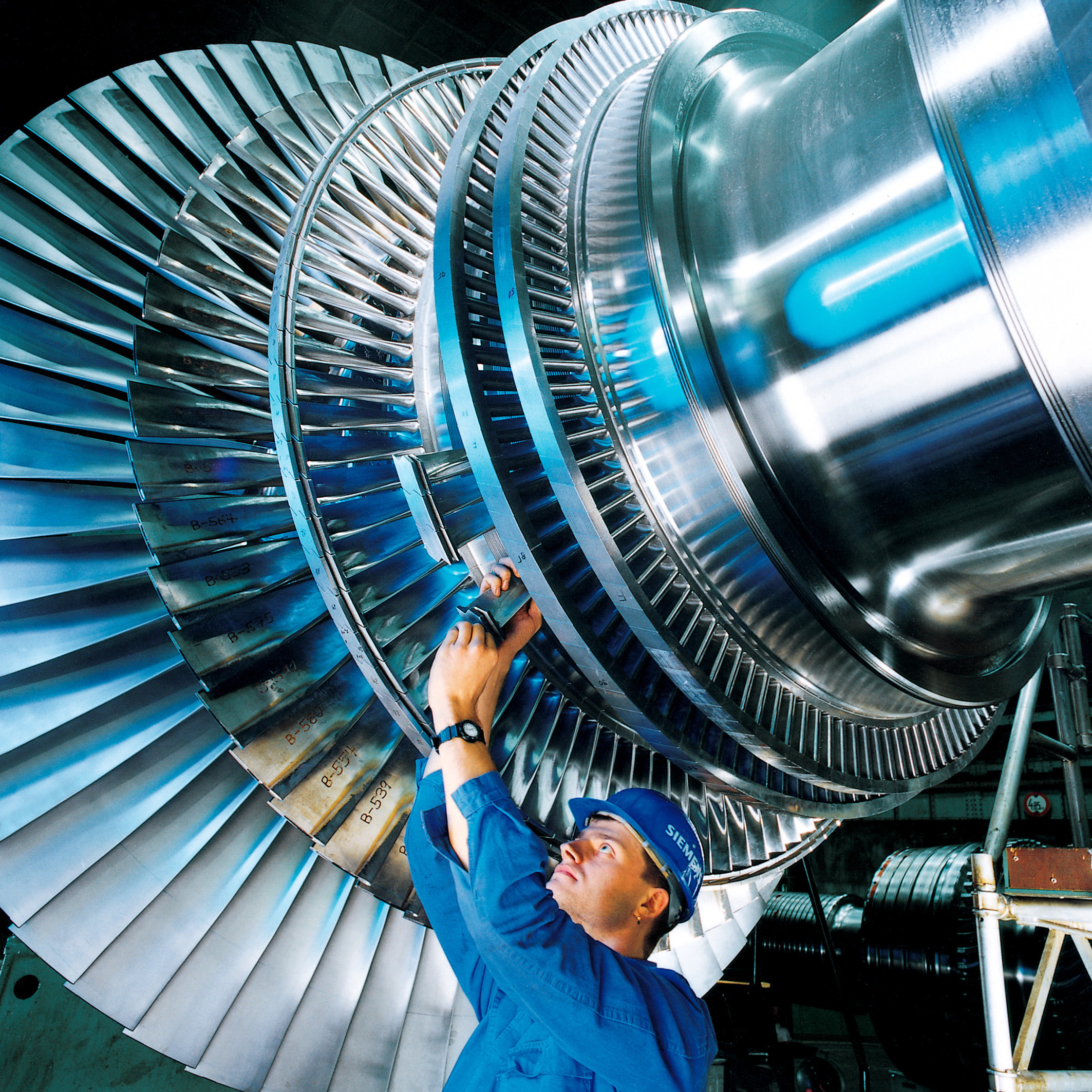
Rotor de una turbina de vapor moderna, utilizada en una central eléctrica.

En las centrales térmicas, la potencia mecánica es producida por un motor térmico que transforma la energía térmica, a menudo de la combustión de un combustible, en energía de rotación. La mayoría de las centrales térmicas producen vapor, por lo que a veces se las denomina centrales de vapor. No toda la energía térmica se puede transformar en potencia mecánica, de acuerdo con la segunda ley de la termodinámica; por lo tanto, siempre hay calor perdido al medio ambiente. Si esta pérdida se emplea como calor útil, para procesos industriales o calefacción urbana, la planta de energía se denomina planta de energía de cogeneración o planta de cogeneración (central de energía y calor combinada).  En los países donde la calefacción urbana es común, existen plantas de calor dedicadas que se llaman estaciones de calderas. Una importante clase de centrales eléctricas en el Medio Oriente utiliza el subproducto de calor para la desalinización del agua. 
La eficiencia de un ciclo de energía térmica está limitada por la temperatura máxima del fluido de trabajo producido.  La eficiencia no es directamente una función del combustible utilizado. Para las mismas condiciones de vapor, las centrales eléctricas de carbón, nucleares y de gas tienen todas la misma eficiencia teórica. En general, si un sistema está encendido constantemente (carga base) será más eficiente que uno que se use de forma intermitente (carga máxima). Las turbinas de vapor generalmente funcionan con mayor eficiencia cuando funcionan a plena capacidad. 
Además del uso del calor rechazado para el proceso o la calefacción urbana, una forma de mejorar la eficiencia general de una central eléctrica es combinar dos ciclos termodinámicos diferentes en una central de ciclo combinado. Más comúnmente, los gases de escape de una turbina de gas se utilizan para generar vapor para una caldera y una turbina de vapor. La combinación de un ciclo "superior" y un ciclo "inferior" produce una eficiencia general más alta de lo que cualquiera de los dos ciclos puede lograr solo. 

### Clasificación

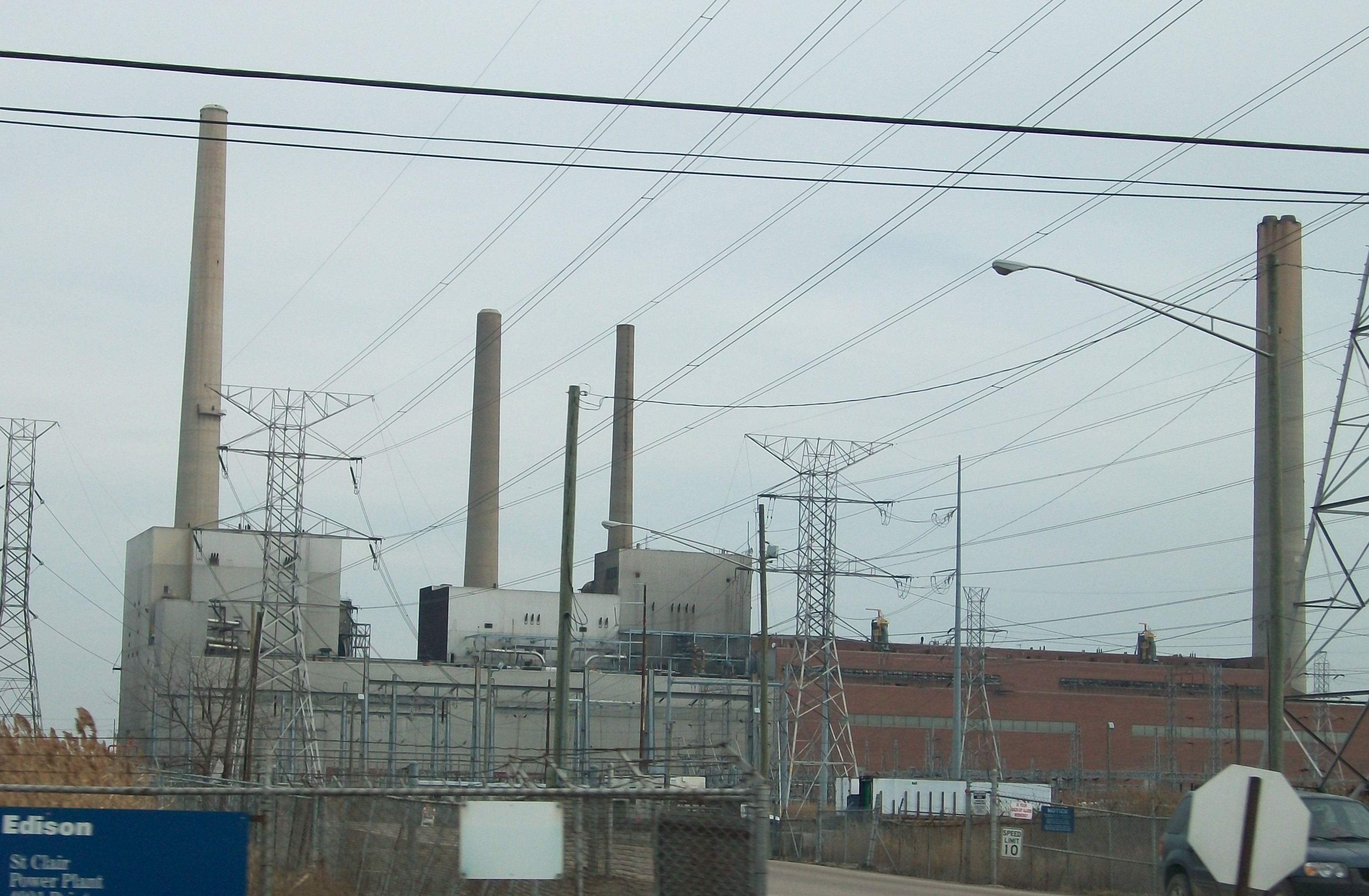
Planta de energía St. Clair, una gran estación generadora a carbón en Michigan, Estados Unidos.

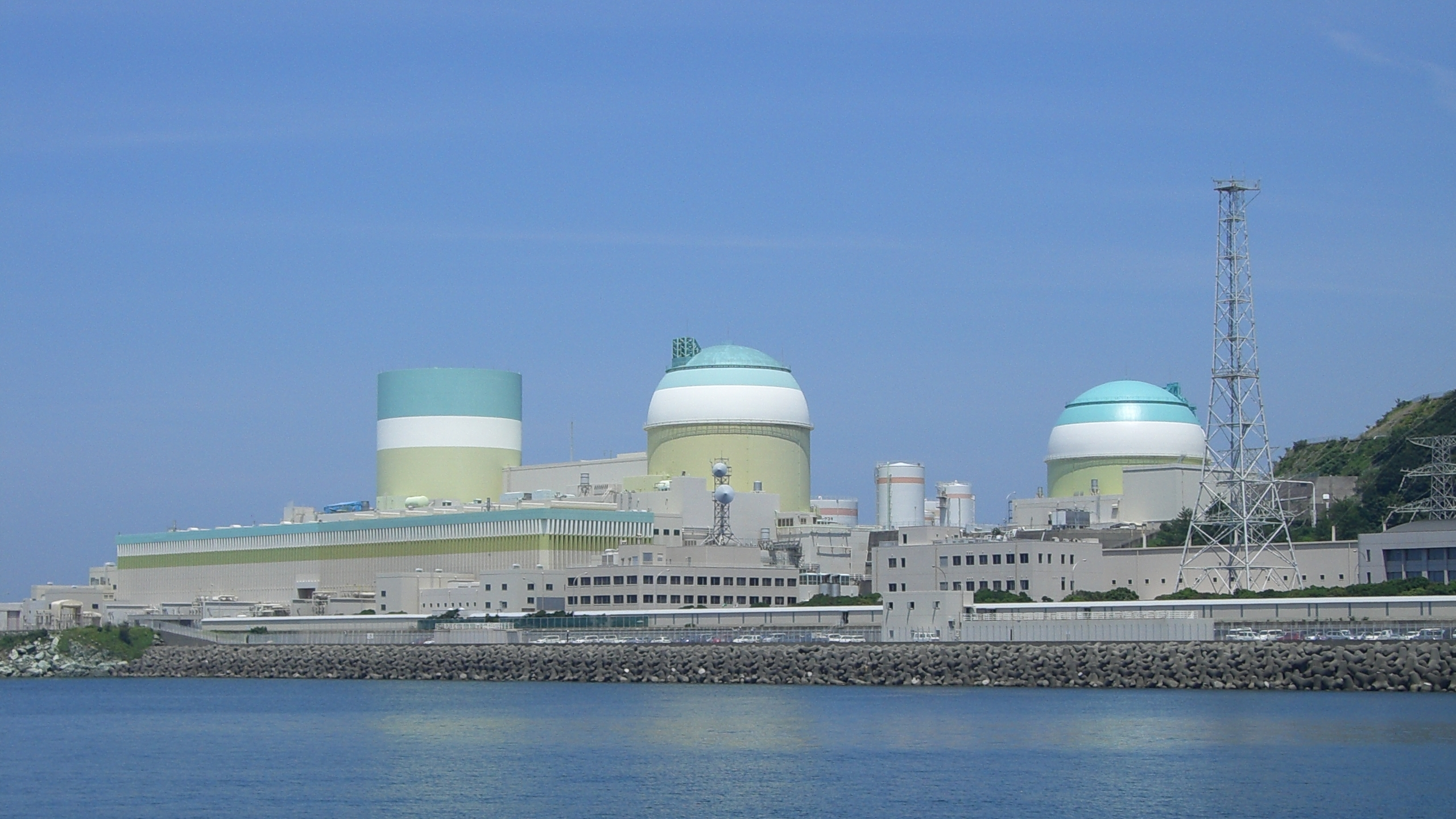
Central nuclear de Ikata, Japón.

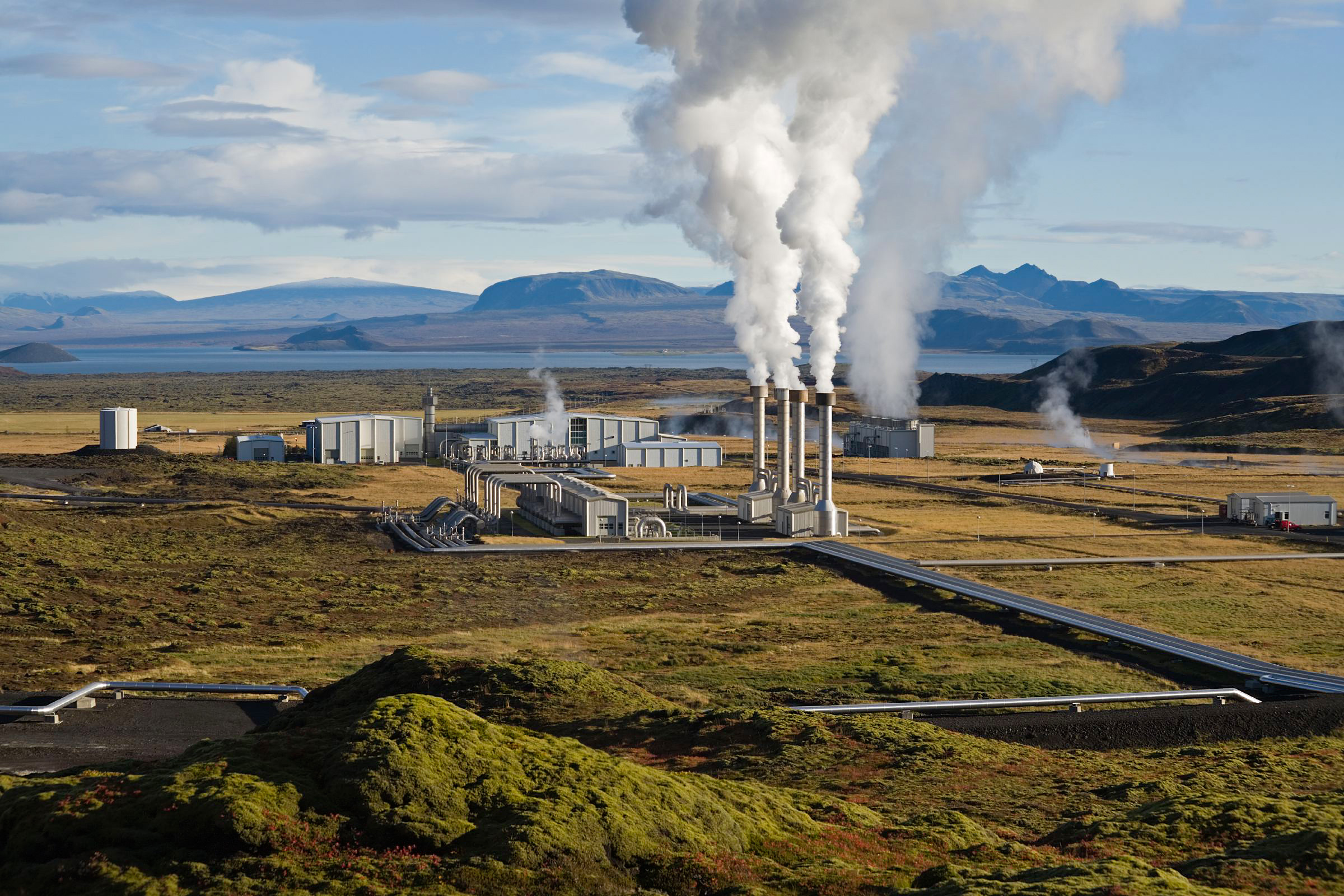
Central Geotérmica Nesjavellir, Islandia.

#### Por la fuente del calor

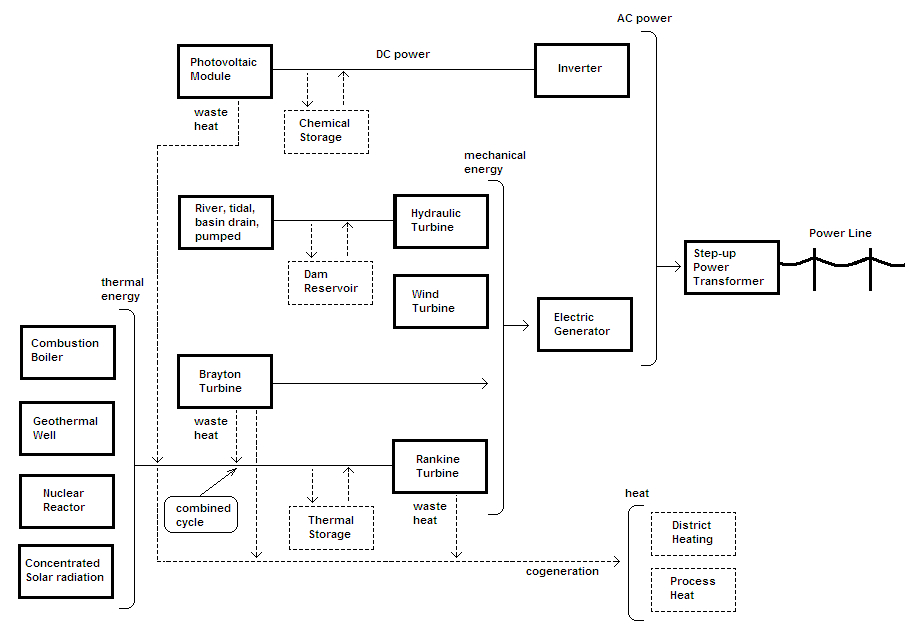
Vista general del bloque modular de una central eléctrica. Las líneas discontinuas muestran adiciones especiales como ciclo combinado y cogeneración o almacenamiento opcional.

- Vista general del bloque modular de una central eléctrica.  Las líneas discontinuas muestran adiciones especiales como ciclo combinado y cogeneración o almacenamiento opcional.  Las centrales eléctricas de combustibles fósiles también pueden usar un generador de turbina de vapor o, en el caso de las centrales de gas natural, pueden usar una turbina de combustión. Una central eléctrica de carbón produce calor al quemar carbón en una caldera de vapor. El vapor impulsa una turbina de vapor y un generador que luego produce electricidad. Los productos de desecho de la combustión incluyen cenizas, dióxido de azufre, óxidos de nitrógeno y dióxido de carbono. Algunos de los gases se pueden eliminar de la corriente de desechos para reducir la contaminación.
- Las plantas de energía nuclear[5] utilizan el calor generado en el núcleo de un reactor nuclear (por el proceso de fisión) para generar vapor que luego impulsa una turbina de vapor y un generador. Alrededor del 20 por ciento de la generación eléctrica en los Estados Unidos es producida por centrales nucleares.
- Las plantas de energía geotérmica utilizan vapor extraído de rocas subterráneas calientes. Estas rocas se calientan por la descomposición del material radioactivo en la corteza terrestre.
- Las centrales eléctricas alimentadas con biomasa pueden ser alimentadas por desechos de la caña de azúcar , desechos sólidos municipales , metano de vertederos u otras formas de biomasa.
- En las acerías integradas, el gas de escape de alto horno es un combustible de bajo costo, aunque de baja densidad energética.
- El calor residual de los procesos industriales ocasionalmente se concentra lo suficiente como para usarlo en la generación de energía, generalmente en una caldera de vapor y una turbina.
- Las plantas de energía solar térmica utilizan la luz solar para hervir agua y producir vapor que hace girar el generador.

#### Por su motor primario
- Las plantas de turbinas de vapor utilizan la presión dinámica generada al expandir el vapor para girar las aspas de una turbina. Casi todas las grandes plantas no hidroeléctricas utilizan este sistema. Alrededor del 90 por ciento de toda la energía eléctrica producida en el mundo es a través del uso de turbinas de vapor.[6]
- Las plantas de turbinas de gas utilizan la presión dinámica de los gases que fluyen (aire y productos de combustión) para operar directamente la turbina. Las plantas de turbinas de combustión alimentadas con gas natural (y con combustible de petróleo) pueden comenzar rápidamente y, por lo tanto, se utilizan para suministrar energía "pico" durante períodos de alta demanda, aunque a un costo mayor que las plantas de base. Estas pueden ser unidades comparativamente pequeñas, y algunas veces siendo operadas de forma remota.  Este tipo fue pionero en el Reino Unido, siendo Princetown[7] el primero del mundo, encargado en 1959.
- Las plantas de ciclo combinado tienen una turbina de gas alimentada por gas natural y una caldera de vapor y una turbina de vapor que utilizan el gas de escape caliente de la turbina de gas para producir electricidad.  Esto aumenta en gran medida la eficiencia general de la planta, y muchas de las nuevas centrales de carga base son centrales de ciclo combinado alimentadas por gas natural.
- Los motores alternativos de combustión interna se utilizan para proporcionar energía a comunidades aisladas y se usan con frecuencia para pequeñas plantas de cogeneración. Los hospitales, edificios de oficinas, plantas industriales y otras instalaciones críticas también los utilizan para proporcionar energía de respaldo en caso de un apagón.  Estos suelen ser alimentados por gasóleo, petróleo pesado, gas natural y gas de vertedero.
- Las microturbinas, el motor Stirling y los motores alternativos de combustión interna son soluciones de bajo costo para el uso de combustibles de oportunidad, como el gas de vertedero, el gas digestor de las plantas de tratamiento de agua y el gas residual de la producción de petróleo.

#### Programables
Las plantas de energía que pueden disponerse (programarse) para proporcionar a demanda electricidad a un sistema incluyen: 
- Las plantas de energía de carga base funcionan casi continuamente para proporcionar ese componente de carga del sistema que no varía durante un día o una semana.  Las plantas de carga base pueden ser altamente optimizadas para un bajo costo de combustible, pero pueden no iniciarse o detenerse rápidamente durante los cambios en la carga del sistema.  Los ejemplos de plantas de carga base incluirían grandes estaciones modernas de generación de carbón y nucleares, o plantas hidroeléctricas con un suministro predecible de agua.
- Las plantas de energía de pico alcanzan la carga máxima diaria, que puede ser solo de una o dos horas al día.  Si bien su costo operativo incremental es siempre más alto que las plantas de carga base, se les exige que garanticen la seguridad del sistema durante los picos de carga.  Las plantas de picos incluyen turbinas de gas de ciclo simple y, a veces, motores de combustión interna recíprocos, que pueden ponerse en marcha rápidamente cuando se pronostican picos del sistema.  Las plantas hidroeléctricas también pueden diseñarse para uso máximo.
- La carga que sigue a las plantas de energía puede seguir económicamente las variaciones en la carga diaria y semanal, a un costo más bajo que las plantas de pico y con más flexibilidad que las plantas de carga base.

Las plantas no programables incluyen fuentes como la energía eólica y solar; si bien su contribución a largo plazo al suministro de energía del sistema es predecible, en una base a corto plazo (diaria o por hora), su energía debe utilizarse como disponible ya que la generación no puede diferirse. Los acuerdos contractuales ("toma o paga") con productores de energía independientes o interconexiones de sistemas a otras redes pueden ser efectivamente no despachables.

### Torres de enfriamiento

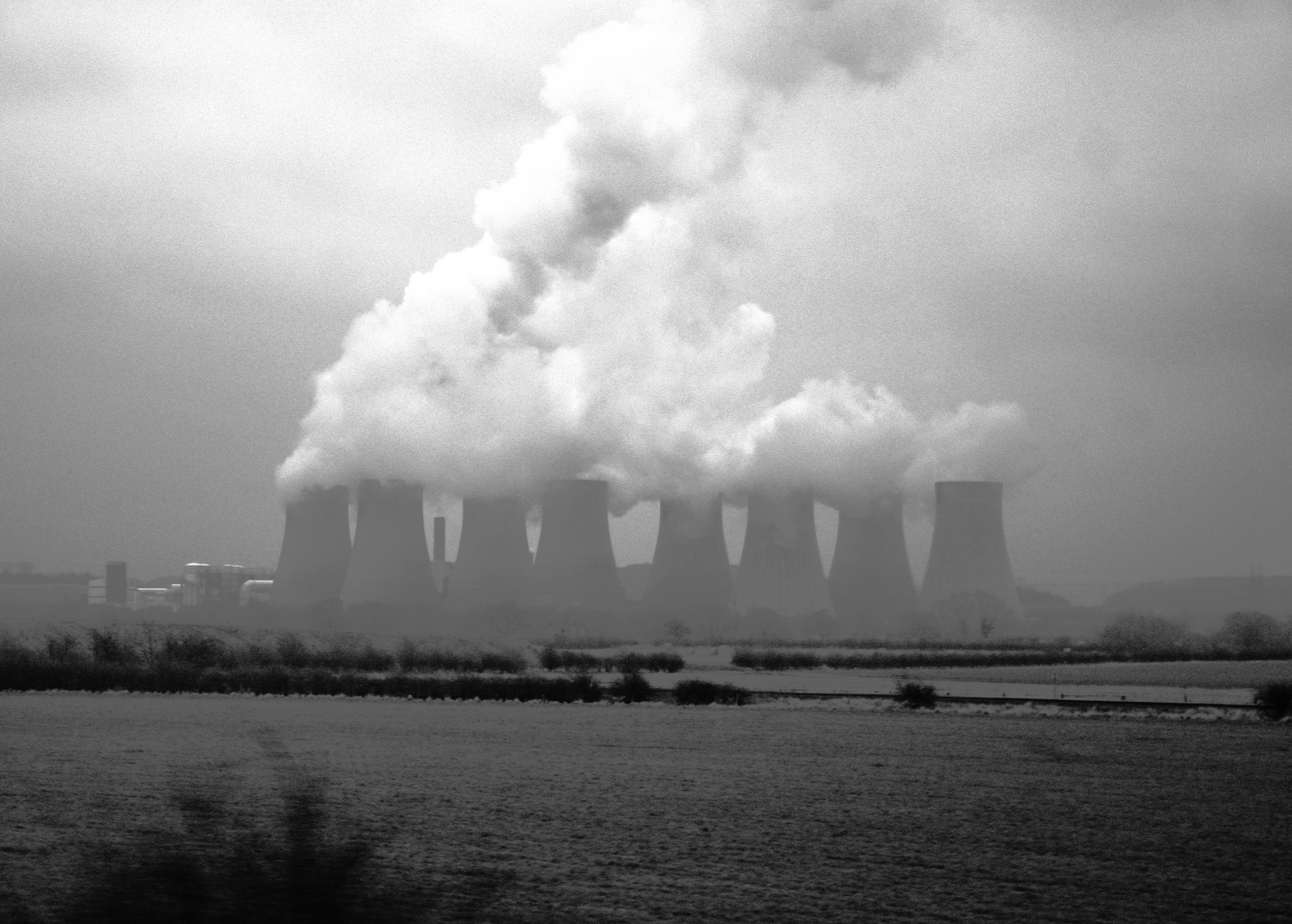
Torres de enfriamiento que muestran agua evaporada en la central eléctrica de Ratcliffe-on-Soar, Reino Unido

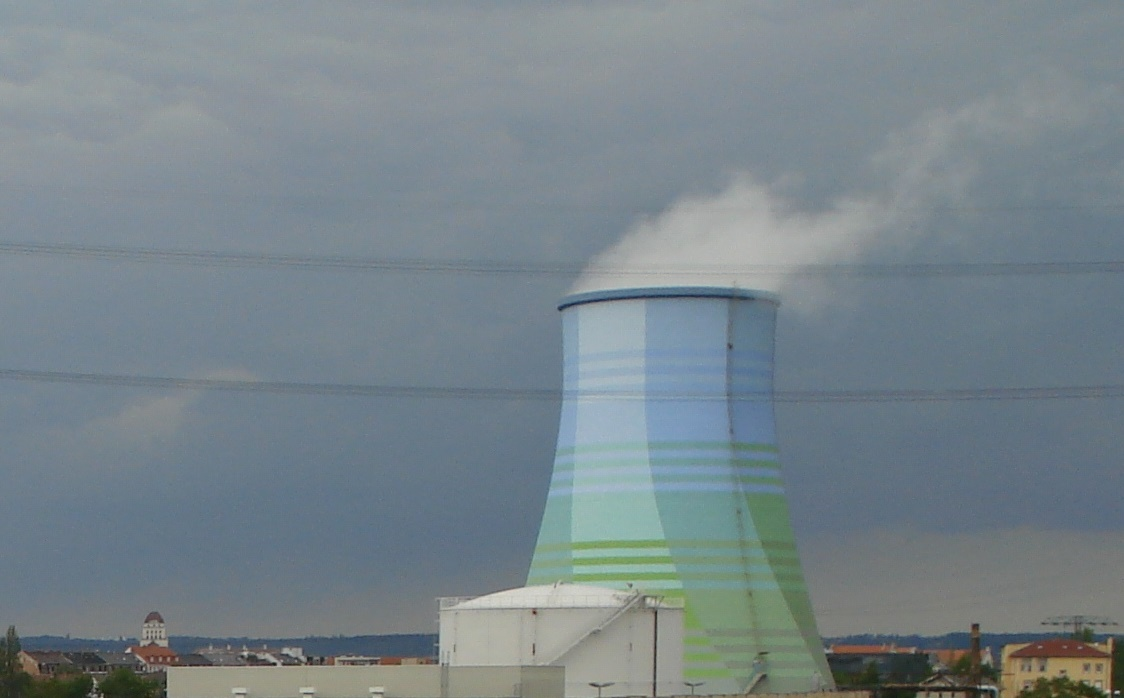
Torre de enfriamiento húmedo de tiro natural " camuflado "

Todas las centrales térmicas producen calor residual como un subproducto de la energía eléctrica útil producida. La cantidad de calor residual es igual o superior a la cantidad de energía convertida en electricidad útil. Las plantas a gas pueden lograr hasta un 65 por ciento de eficiencia de conversión, mientras que las plantas de carbón y petróleo alcanzan alrededor del 30 al 49 por ciento. El calor residual produce un aumento de la temperatura en la atmósfera, que es pequeño en comparación con el producido por las emisiones de gases de efecto invernadero de la misma central eléctrica. Las torres de enfriamiento húmedo de tiro natural en muchas centrales nucleares y las grandes centrales eléctricas de combustibles fósiles utilizan grandes estructuras parecidas a chimeneas hiperboloides (como se ve en la imagen de la derecha) que liberan el calor residual a la atmósfera ambiental por la evaporación del agua. 
Sin embargo, las torres de enfriamiento húmedo de tiro inducido mecánico o de tiro forzado en muchas grandes centrales térmicas, centrales nucleares, centrales de combustibles fósiles, refinerías de petróleo, plantas petroquímicas, geotérmicas, biomasa y plantas de conversión de residuos energéticos utilizan ventiladores para proporciona movimiento de aire hacia arriba a través del agua que se aproxima, y no son estructuras tipo chimenea hiperboloides. Las torres de enfriamiento inducidas o de tiro forzado son típicamente estructuras rectangulares, en forma de caja, llenas de un material que mejora la mezcla del aire que fluye hacia arriba y el agua que fluye hacia abajo.
En áreas con uso restringido de agua, puede ser necesaria una torre de enfriamiento seco o directamente radiadores enfriados por aire, ya que el costo o las consecuencias ambientales de obtener agua para el enfriamiento por evaporación serían prohibitivos. Estos enfriadores tienen una menor eficiencia y un mayor consumo de energía para impulsar los ventiladores, en comparación con una torre de enfriamiento por evaporación húmeda típica.

### Sistemas de enfriamiento de un solo paso
Las compañías eléctricas a menudo prefieren usar agua de enfriamiento del océano, un lago o un río, o un estanque de enfriamiento, en lugar de una torre de enfriamiento.  Este sistema de enfriamiento de un solo paso puede ahorrar el costo de una torre de enfriamiento y puede tener costos de energía más bajos para bombear agua de enfriamiento a través de los intercambiadores de calor de la planta. Sin embargo, el calor residual puede causar contaminación térmica cuando se descarga el agua. Las plantas de energía que utilizan cuerpos naturales de agua para enfriamiento están diseñadas con mecanismos tales como pantallas de peces, para limitar la ingesta de organismos en la maquinaria de enfriamiento. Estas pantallas son solo parcialmente efectivas y, como resultado, miles de millones de peces y otros organismos acuáticos mueren cada año por las centrales eléctricas. Por ejemplo, el sistema de enfriamiento en el Indian Point Energy Center en Nueva York mata anualmente a más de mil millones de huevos y larvas de peces.
Un impacto ambiental adicional es que los organismos acuáticos que se adaptan al agua de descarga más caliente pueden lesionarse si la planta se para en un clima frío. 
El consumo de agua por las centrales eléctricas es un problema en desarrollo.
En los últimos años, las aguas residuales recicladas, o aguas grises, se han utilizado en torres de refrigeración.  Las centrales eléctricas Calpine Riverside y Calpine Fox en Wisconsin, así como la central eléctrica Calpine Mankato en Minnesota se encuentran entre estas instalaciones.

## Energía a partir de energías renovables
Las centrales eléctricas también pueden generar energía eléctrica a partir de fuentes de energía renovables. 

### Estación de energía hidroeléctrica

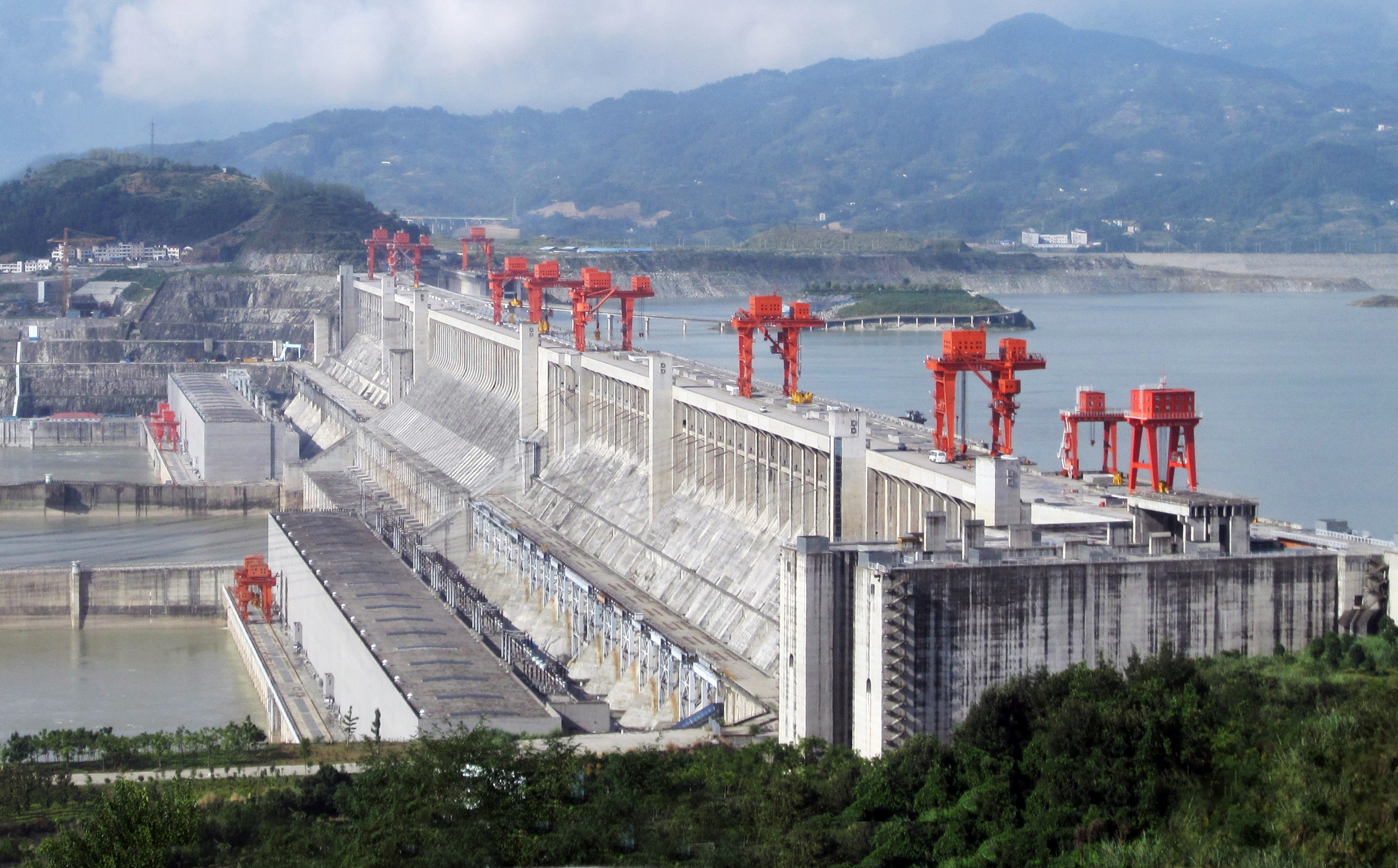
Presa de las Tres Gargantas, Hubei, China

En una central hidroeléctrica, el agua fluye a través de turbinas que usan energía hidroeléctrica para generar hidroelectricidad. La energía se captura de la fuerza gravitatoria del agua que cae a través de compuertas a las  turbinas conectadas a los generadores. La cantidad de potencia disponible es una combinación de altura y flujo. Se puede construir una amplia gama de represas para elevar el nivel del agua y crear un lago para almacenar agua. La energía hidroeléctrica se produce en 150 países, y la región de Asia y el Pacífico genera el 32 por ciento de la energía hidroeléctrica mundial en 2010. China es el mayor productor de energía hidroeléctrica, con 721 teravatios-hora de producción en 2010, lo que representa alrededor del 17 por ciento del uso doméstico de electricidad. 

### Solar

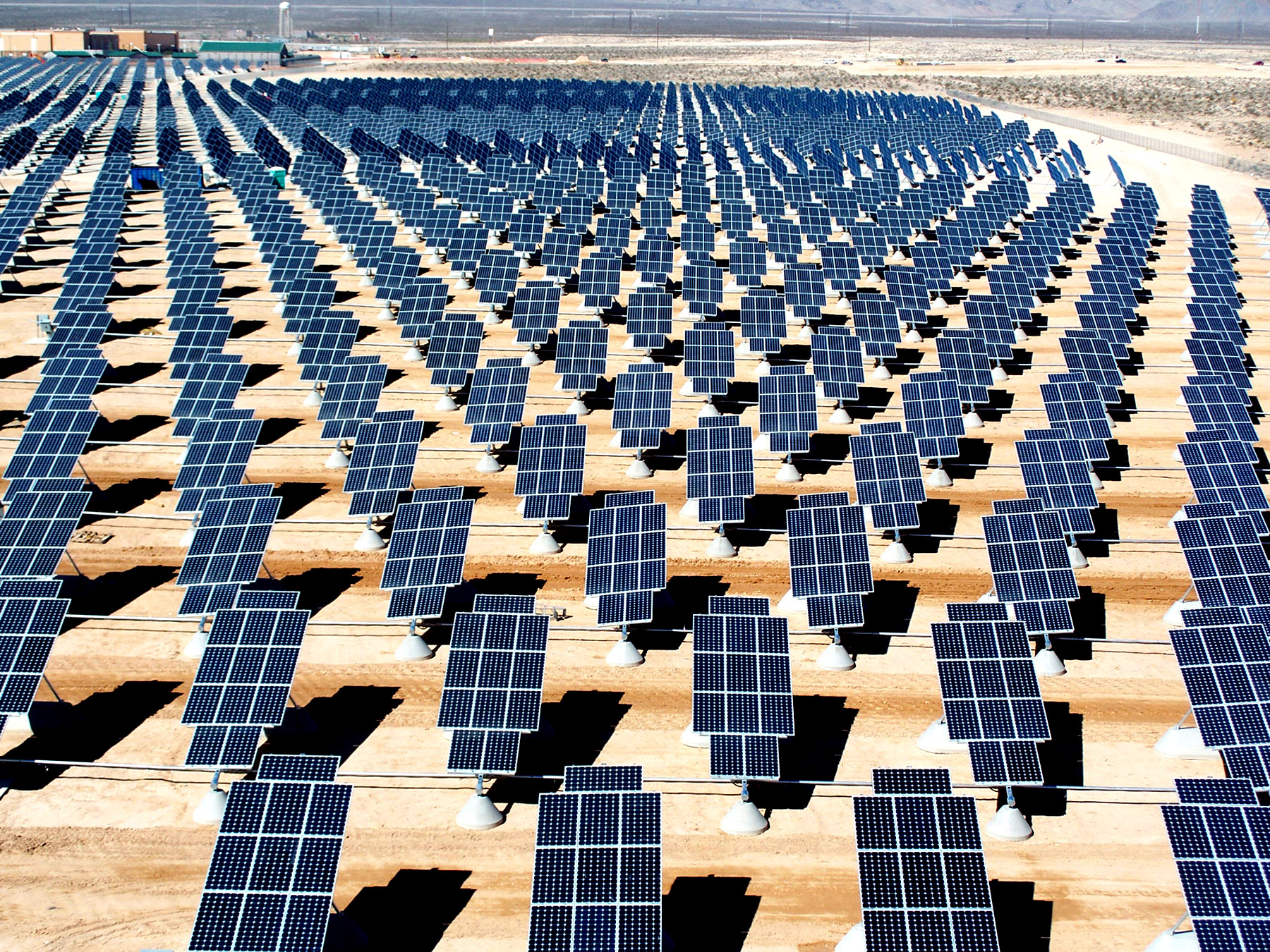
Planta de energía solar Nellis en Nevada, Estados Unidos.

La energía solar se puede convertir en electricidad, ya sea directamente en células solares, o en una planta de energía solar de concentración al enfocar la luz para hacer funcionar un motor térmico. 
Una planta de energía solar fotovoltaica convierte la luz solar en electricidad de corriente continua mediante el efecto fotoeléctrico. Los inversores cambian la corriente continua en corriente alterna para la conexión a la red eléctrica. Este tipo de planta no utiliza máquinas rotativas para la conversión de energía. 
Las plantas de energía solar térmica son otro tipo de planta de energía solar. Utilizan canales parabólicos o heliostatos para dirigir la luz solar a una tubería que contiene un fluido de transferencia de calor, como el aceite. El aceite caliente se usa luego para hervir el agua en vapor, que hace girar una turbina que impulsa un generador eléctrico. El tipo de torre central de la planta de energía solar térmica utiliza cientos o miles de espejos, según el tamaño, para dirigir la luz solar hacia un receptor en la parte superior de una torre. Nuevamente, el calor se utiliza para producir vapor para hacer girar las turbinas que impulsan los generadores eléctricos. 

### Eólica

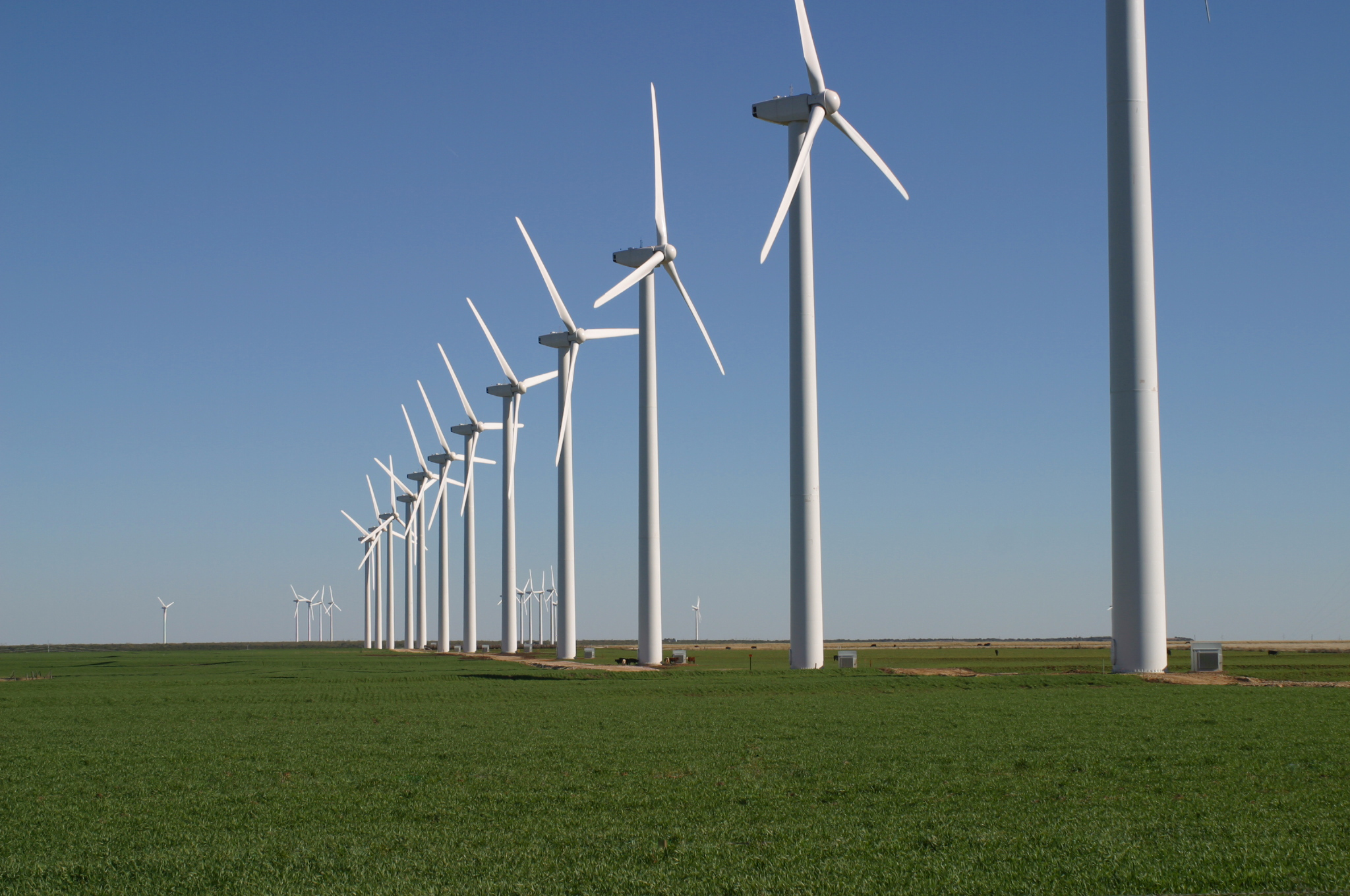
Turbinas eólicas en Texas, Estados Unidos

Las turbinas eólicas se pueden utilizar para generar electricidad en áreas con vientos fuertes y constantes, a veces en alta mar. En el pasado, se han utilizado muchos diseños diferentes, pero casi todas las turbinas modernas que se producen en la actualidad utilizan un diseño de tres palas contra el viento. Los aerogeneradores conectados a la red que se están construyendo ahora son mucho más grandes que las unidades instaladas durante la década de 1970. De este modo, producen energía de forma más económica y confiable que los modelos anteriores. Con turbinas más grandes (del orden de un megavatio), las palas se mueven más lentamente que las unidades más viejas y más pequeñas, lo que las hace menos distractivas visualmente y más seguras para las aves. 

### Marina
La energía marina o energía oceánica se refiere a la energía transportada por las olas, mareas, salinidad y diferencias de temperatura del océano. El movimiento del agua en los océanos del mundo crea una vasta reserva de energía cinética. Esta energía se puede aprovechar para generar electricidad para alimentar hogares, transportes e industrias. 
El término energía marina abarca tanto la Energía undimotriz (potencia de las ondas superficiales como Energía mareomotriz) obtenida de la energía cinética de grandes cuerpos de agua en movimiento. La energía eólica marina no es una forma de energía marina, ya que la energía eólica se deriva del viento, incluso si las turbinas eólicas se colocan sobre el agua. 
Los océanos tienen una enorme cantidad de energía y están cerca de muchas, si no de las poblaciones más concentradas.  La energía oceánica tiene el potencial de proporcionar una cantidad sustancial de nuevas energías renovables en todo el mundo.

### Ósmosis

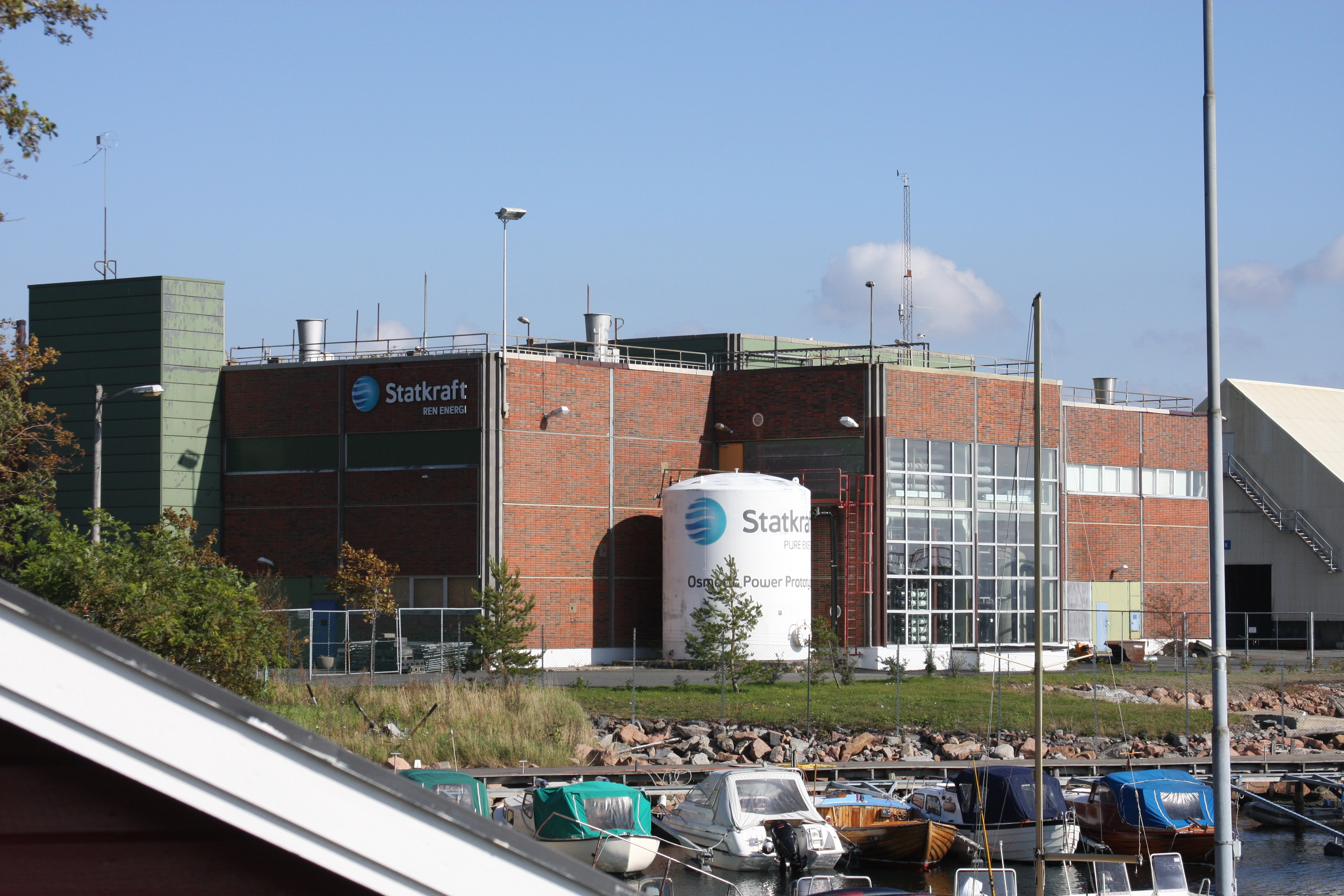
Prototipo de poder osmótico en Tofte (Hurum), Noruega

La energía del gradiente de salinidad se llama ósmosis retardada por presión. En este método, el agua de mar se bombea a una cámara de presión que está a una presión más baja que la diferencia entre las presiones del agua salina y el agua dulce. El agua dulce también se bombea a la cámara de presión a través de una membrana, lo que aumenta tanto el volumen como la presión de la cámara.  A medida que se compensan las diferencias de presión, se hace girar una turbina creando energía. Este método está siendo estudiado específicamente por la empresa de servicios públicos noruega Statkraft, que ha calculado que en este proceso en Noruega se obtendrían hasta 25 TWh / año. Statkraft ha construido la primera planta de energía osmótica prototipo del mundo en el fiordo de Oslo, que se inauguró el 24 de noviembre de 2009 

### Biomasa

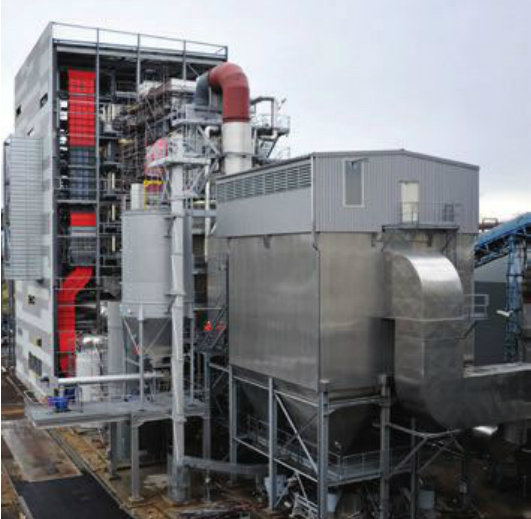
Central de biomasa metz

La energía de la biomasa se puede producir a partir de la combustión de material verde residual para calentar el agua en vapor y accionar una turbina de vapor. La bioenergía también puede procesarse a través de un rango de temperaturas y presiones en las reacciones de gasificación, pirólisis o torrefacción. Dependiendo del producto final deseado, estas reacciones crean productos más densos en energía ( gas de síntesis, pellets de madera, biocoal) que luego pueden alimentarse a un motor acompañante para producir electricidad a una tasa de emisión mucho menor en comparación con la quema a cielo abierto.

## Centrales de almacenamiento
Es posible almacenar energía y producir la electricidad en un momento posterior, como en la hidroelectricidad de almacenamiento por bombeo, el almacenamiento de energía térmica, el almacenamiento de energía del volante, la central eléctrica de almacenamiento de baterías, etc. 

### Almacenamiento por bombeo
La forma de almacenamiento más grande del mundo para el exceso de electricidad, es el almacenamiento por bombeo en una planta hidroeléctrica reversible. Es un consumidor neto de energía, pero proporciona almacenamiento para cualquier fuente de electricidad, alisando efectivamente los picos y depresiones en el suministro y la demanda de electricidad. Las plantas de almacenamiento por bombeo suelen utilizar electricidad "de repuesto" durante los períodos de mayor actividad para bombear agua desde un depósito inferior a un depósito superior. Debido a que el bombeo tiene lugar "fuera de pico", la electricidad es menos valiosa que en las horas pico. Esta electricidad "de repuesto", menos valiosa, proviene de la energía eólica no controlada y de las centrales eléctricas de carga base , como el carbón, la energía nuclear y la geotérmica, que todavía producen energía durante la noche, aunque la demanda es muy baja. Durante la demanda pico durante el día, cuando los precios de la electricidad son altos, el almacenamiento se utiliza para alcanzar un pico de potencia, donde el agua en el depósito superior puede regresar a un depósito inferior a través de una turbina y un generador. A diferencia de las centrales eléctricas de carbón, que pueden tardar más de 12 horas en arrancar desde el frío, un generador hidroeléctrico puede ponerse en servicio en pocos minutos, ideal para satisfacer una demanda de carga máxima.  Dos planes sustanciales de almacenamiento por bombeo se encuentran en Sudáfrica, Palmiet Pumped Storage Scheme y otro en el Drakensberg, Ingula Pumped Storage Scheme .

## Potencia típica de salida
La potencia generada por una central eléctrica se mide en múltiplos de vatios, típicamente megavatios (10 6 vatios) o gigavatios (10 9 vatios). Las centrales eléctricas varían mucho en capacidad según el tipo de central eléctrica y los factores históricos, geográficos y económicos.  Los siguientes ejemplos ofrecen un sentido de la escala. 
Muchos de los parques eólicos terrestres en operación más grandes se encuentran en los Estados Unidos. A partir de 2011, el parque eólico de Roscoe es el segundo parque eólico terrestre más grande del mundo, con 781,5 MW de potencia, seguido del Centro de Energía Eólica Horse Hollow (735,5 MW).  A partir de julio de 2013, el London Array en el Reino Unido es el parque eólico marino más grande del mundo con 630 MW , seguido del Proyecto de energía eólica marina de Thanet en el Reino Unido con 300 MW. 
Para 2015 las plantas de energía fotovoltaica (FV) más grandes del mundo estaban lideradas por el parque solar Longyangxia Dam en China, con 850 megavatios. 
Las centrales térmicas solares en los Estados Unidos tienen la siguiente salida: 
La instalación solar más grande del país en Kramer Junction tiene una potencia de 354 MW.
La producción planificada del Proyecto de Energía Solar Blythe se estima en 485 MW.

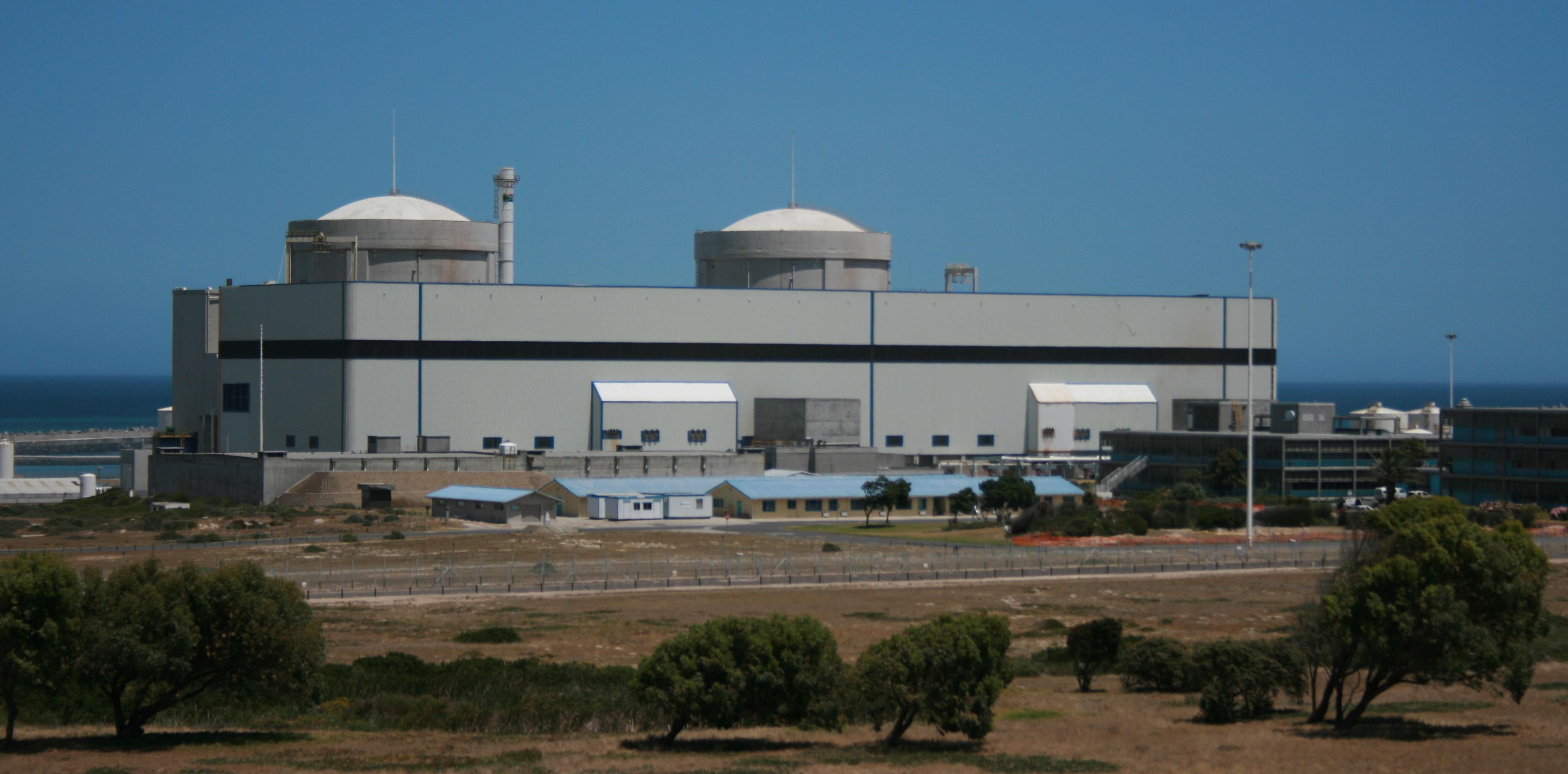
La central nuclear de Koeberg, Sudáfrica.

Las grandes centrales de carbón, centrales nucleares e hidroeléctricas pueden generar cientos de megavatios a múltiples gigavatios. Algunos ejemplos: 
La central nuclear de Koeberg en Sudáfrica tiene una capacidad nominal de 1860 megavatios.
La central eléctrica de carbón Ratcliffe-on-Soar en el Reino Unido tiene una capacidad nominal de 2 gigavatios.
La planta hidroeléctrica de la presa de Aswan en Egipto tiene una capacidad de 2,1 gigavatios.
La planta hidroeléctrica Presa de las Tres Gargantas en China tiene una capacidad de 22,5 gigavatios.
Las centrales eléctricas de turbinas de gas pueden generar de decenas a cientos de megavatios. Algunos ejemplos: 
La turbina de gas de ciclo abierto o de ciclo abierto (OCGT) de Indian Queens , estación de pico de Cornwall, Reino Unido, con una sola turbina de gas tiene una capacidad de 140 megavatios.
La central eléctrica de Medway, una central eléctrica de turbina de gas de ciclo combinado (CCGT) en Kent, Reino Unido, con dos turbinas de gas y una turbina de vapor, tiene una capacidad de 700 megavatios.
La capacidad nominal de una central eléctrica es casi la potencia eléctrica máxima que esa central eléctrica puede producir. Algunas centrales eléctricas funcionan con casi exactamente su capacidad nominal todo el tiempo, como una central eléctrica de carga base que no sigue a la carga, excepto en momentos de mantenimiento programado o no programado. 
Sin embargo, muchas plantas de energía generalmente producen mucha menos energía que su capacidad nominal. 
En algunos casos, una planta de energía produce mucha menos energía que su capacidad nominal porque utiliza una fuente de energía intermitente. Los operadores intentan extraer la máxima potencia disponible de tales centrales eléctricas, porque su costo marginal es prácticamente cero, pero la potencia disponible varía ampliamente, puede ser cero durante las tormentas fuertes durante la noche. 
En algunos casos, los operadores producen deliberadamente menos energía por razones económicas. El costo del combustible para hacer funcionar una planta auxiliar base puede ser relativamente alto, y el costo del combustible para hacer funcionar una planta de energía pico es aún más alto: tienen costos marginales relativamente altos. Los operadores mantienen las centrales eléctricas apagadas ("reserva operativa") o funcionando con el mínimo consumo de combustible ("reserva de giro") la mayor parte del tiempo. Los operadores suministran más combustible a las centrales eléctricas base solo cuando la demanda aumenta por encima de lo que pueden producir las plantas de menor costo (es decir, las plantas de carga base e intermitentes), y luego suministran más combustible a las centrales eléctricas de pico máximo cuando la demanda aumenta más rápido que las centrales de carga base pueden seguir.

## Operaciones

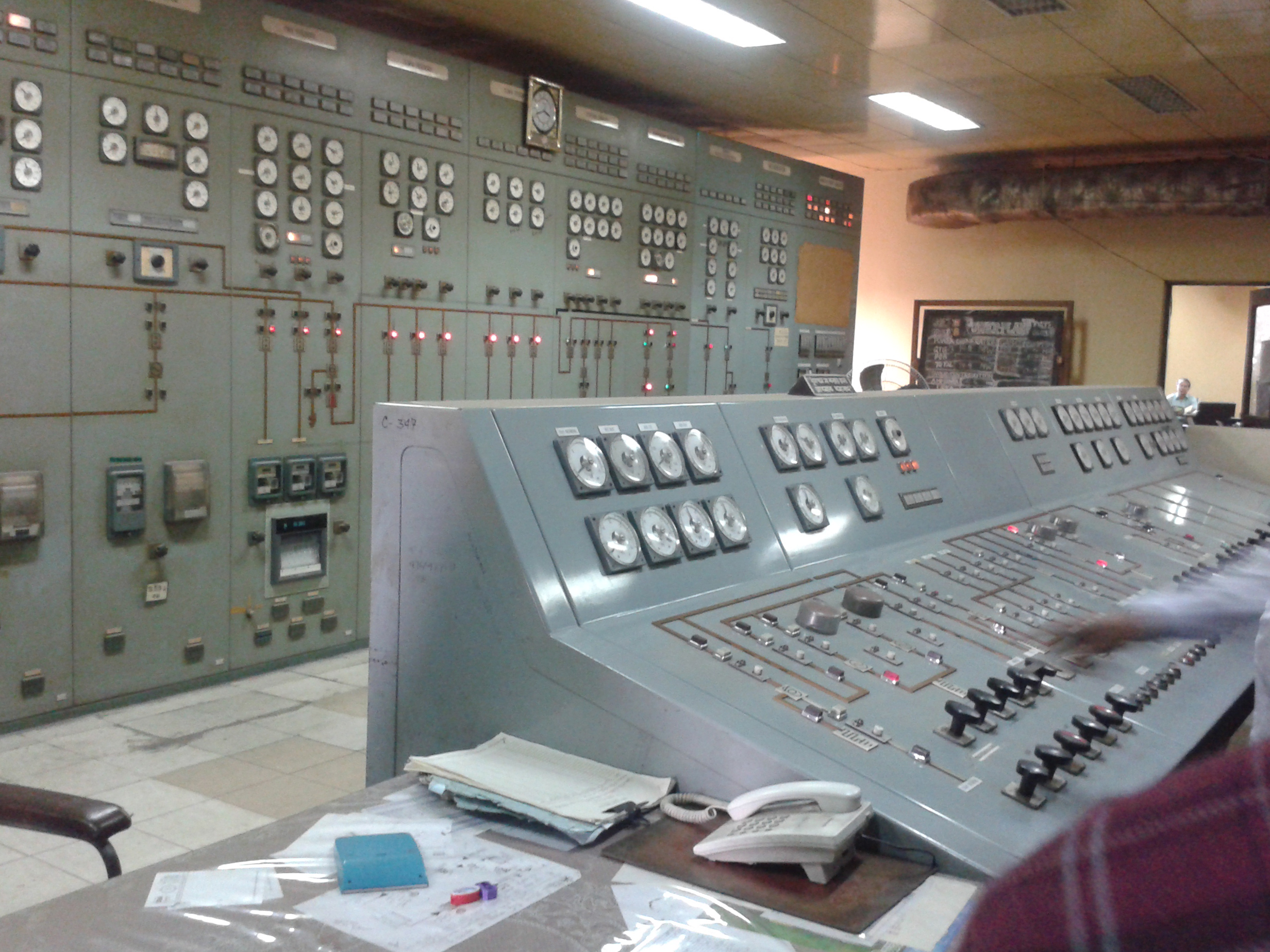
Sala de control de una central eléctrica.

El personal operativo de una central eléctrica tiene varias tareas. Los operadores son responsables de la seguridad de los equipos de trabajo que realizan reparaciones en los equipos mecánicos y eléctricos con frecuencia.  Mantienen el equipo con inspecciones periódicas y registran temperaturas, presiones y otra información importante a intervalos regulares. Los operadores son responsables de arrancar y detener los generadores según las necesidades. Son capaces de sincronizar y ajustar la salida de voltaje de la generación agregada con el sistema eléctrico en funcionamiento, sin alterar el sistema. Deben conocer los sistemas eléctricos y mecánicos para solucionar problemas en la instalación y aumentar la confiabilidad de la instalación. Los operadores deben poder responder a una emergencia y conocer los procedimientos establecidos para enfrentarla. 